# Wohnhäuser Innsbrucker Straße 27 und 29 (Heilbronn)
Die Wohnhäuser mit den heutigen Adressen Innsbrucker Straße 27 und 29 in Heilbronn wurden für den Kaufmann Albert Pfleiderer erbaut. Das Haus Nr. 29 entstand 1904 nach Entwürfen der Architekten Beutinger & Steiner im Jugendstil mit Goldeinlegearbeiten. Das Haus Nr. 27 im Stil des Neobarock wurde 1914 ebenfalls nach Entwürfen dieser Architekten errichtet. 1944 wurden die zwei Häuser durch Flächenbombardement zerstört. Von Nr. 27 blieb die neobarocke Fassade, von Nr. 29 das Jugendstil-Portal erhalten. An die 1979 geschlossene Kaffeerösterei Pfleiderer erinnert heute in Heilbronn ein Fassadenrelief von Peter Jakob Schober in der Kirchbrunnenstraße 11, das eine dampfende Tasse zeigt, an der Stelle, wo das Unternehmen einst eine weitere Rösterei betrieb.

## Geschichte
Kaufmann Albert Pfleiderer ließ 1904 das Jugendstilhaus mit der Adresse Staufenbergstraße 29 nach Entwürfen von Beutinger & Steiner erbauen. Im Treppenhaus befand sich ein aufwändig im Jugendstil gestaltetes Treppengeländer aus Messing und Mosaikarbeiten an den Wänden.
1914 gründete er seinen Kaffeehandel und ließ dafür in den Kellern seines Hauses Staufenbergstraße 27 eine Kaffeerösterei einrichten. Der Firmengründer hatte zuvor 35 Jahre lang bei der 1824 gegründeten Kaffeerösterei des Friedrich Tscherning aus Heilbronn am Neckar gearbeitet. 1928 trat sein Sohn Fritz Pfleiderer (* 26. März 1909; † 9. Januar 1979) in das Geschäft ein. 1938 wurde die Staufenbergstraße in Innsbrucker Straße umbenannt. 1945 erhielt sie ihren ursprünglichen Namen zurück, 1947/48 hieß sie kurzfristig Wilhelm-Schwan-Straße, ehe sie 1948 wieder in Innsbrucker Straße umbenannt wurde.
Beim Luftangriff vom 4. Dezember 1944 wurden die beiden Häuser zerstört, nur ein Portal von Nr. 29 sowie die Fassade von Nr. 27 und die Rösterei im Keller des Hauses Nr. 27 überstanden die Bomben. Die Familie Pfleiderer fand in Horkheim Unterschlupf. Der 80-jährige Albert Pfleiderer begann nach der Zerstörung mit der Beseitigung der Trümmer, nach der Kriegsgefangenschaft konnte der Sohn Fritz Pfleiderer beim Wiederaufbau mithelfen. Die Fassade des Hauses Innsbrucker Straße 27 und ein Portal von Nr. 29 konnten gerettet werden. Das Haus Nr. 29 wurde mit vereinfachter Fassade wieder aufgebaut. In dessen Ladengeschäft zog das Pelzhaus Lumpp ein.
In der Nachkriegszeit verkauften der Firmengründer Albert Pfleiderer und seine Tochter Berta Bassmann – Witwe eines Tierarztes – sowie Alberts Sohn Fritz Pfleiderer und Fritz Pfleiderers Tochter Karin Kohout Kaffee. Ab 1949 wurden im Erdgeschoss des wieder aufgebauten Stammhauses in der Innsbrucker Straße 27 wieder Kaffeesorten angeboten. Nach dem Tode des Gründers führte Fritz Pfleiderer mit Ehefrau Elisabeth geb. Aigner das Geschäft. Seit 1954 befand sich eine neue Röstanlage im Keller und man verfügte über elektrische Kaffeemühlen mit Schwungrädern. 1958 eröffnete das Unternehmen zusätzlich eine Kaffeerösterei mit Ladengeschäft in der Kirchbrunnenstraße 11. Mit dem Tod von Fritz Pfleiderer 1979 endete die Kaffee-Pfleiderer-Ära.

## Rezeption
Das nach Entwürfen von Beutinger & Steiner im Jahr 1904 ausgeführte Gebäude an der Innsbrucker Straße 29 wurde 1907 in den Zeitschriften Architektonische Rundschau und Der Profanbau erwähnt: Es zähle zu den „gute[n] Beispiele[n] städtischer Bauten vornehmen Charakters“. Dabei wurde insbesondere mit Sandstein gearbeitet, „dessen Ornamente beim Haus Pfleiderer auch farbig behandelt worden [seien] mit Verwendung von Gold“. Der Baupreis des Hauses belief sich auf rund 43.000 Mark.

Häuser Innsbrucker Straße 27 und 29 sowie Kirchbrunnenstraße 11
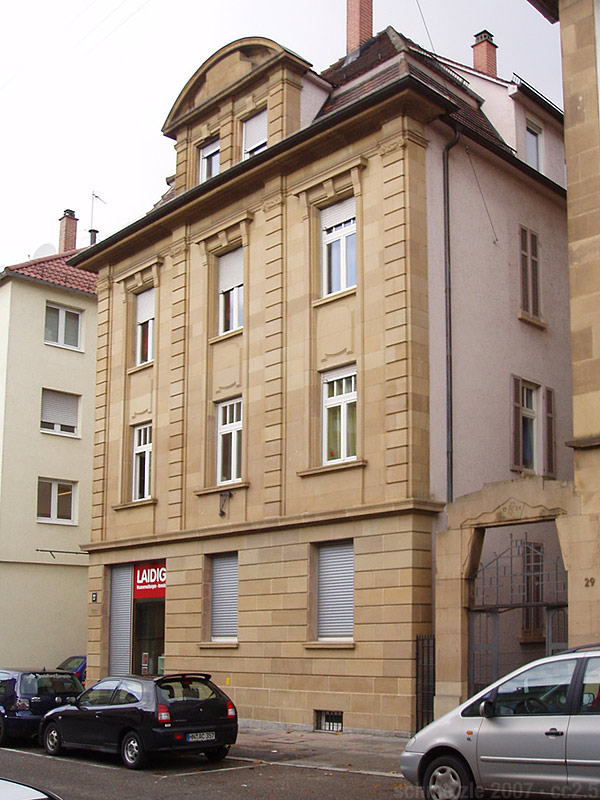
Innsbrucker Straße 27 (2007) Rechts: Jugendstilportal von Nr. 29.
Innsbrucker Straße 29 (1904)
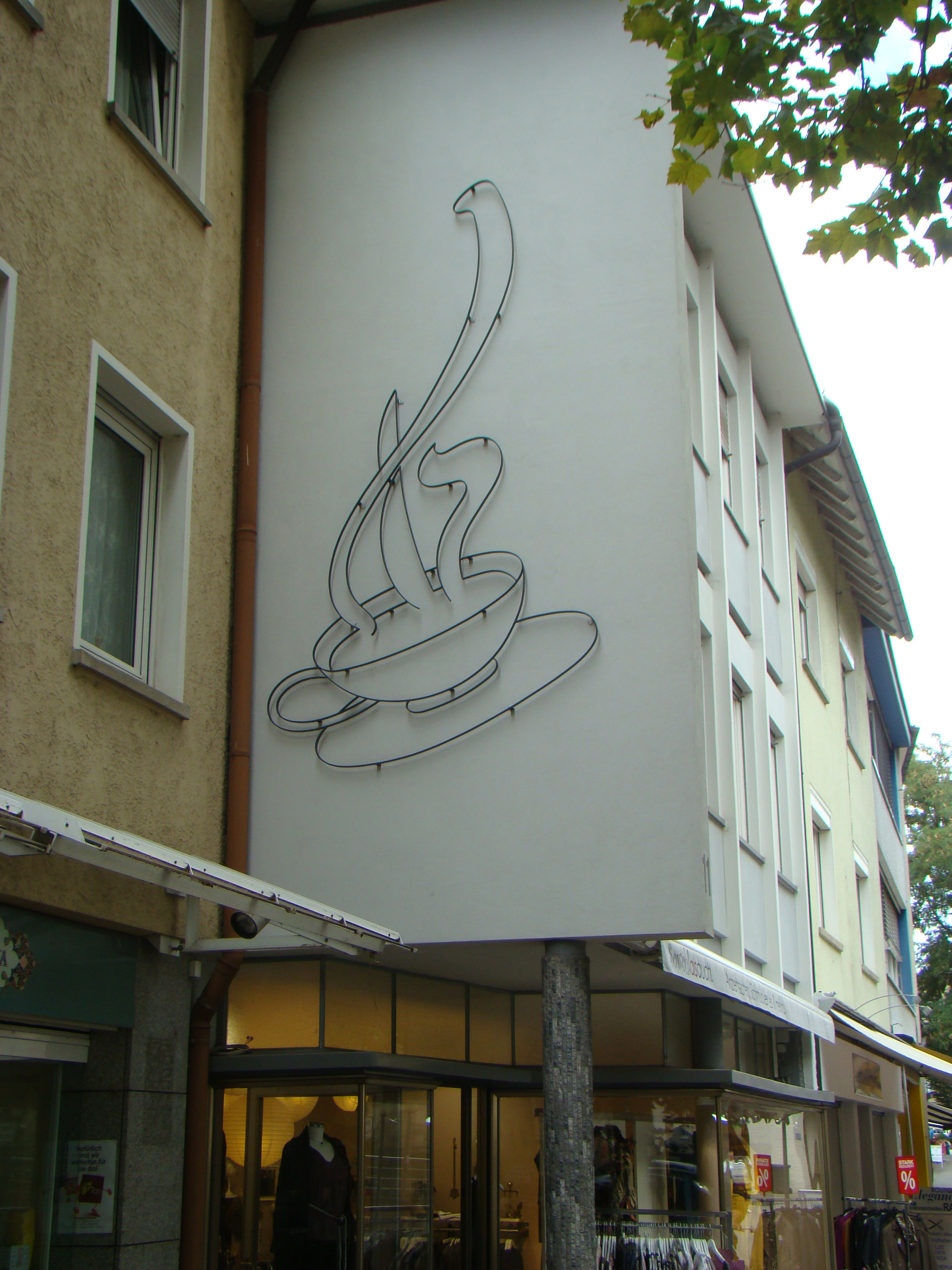
Tasse Kaffee ehem. Kaffeerösterei in der Kirchbrunnenstraße 11